# Neoclytus plaumanni
Neoclytus plaumanni là một loài bọ cánh cứng trong họ Cerambycidae.